# Barack Obama
Barack Hussein Obama II (født 4. august 1961 i Honolulu på Hawaii i USA) er en amerikansk politiker, der var USA's 44. præsident fra 2009 til 2017. Han var den første afroamerikanske præsident i USA's historie.
Han er uddannet i statskundskab og international politik fra Columbia University. Efter universitetet arbejdede han i en forening med at forbedre forholdene i fattige områder i Chicago plaget af kriminalitet og høj arbejdsløshed. Han tog sin juridiske embedseksamen fra Harvard Law School, hvor han blev den første afroamerikanske redaktør på det juridiske fakultets tidsskrift Harvard Law Review. Efterfølgende blev han advokat med speciale i borgerlige rettigheder og underviste i forfatningsret på University of Chicago Law School fra 1992 til 2004.
Den 3. oktober 1992 giftede han sig med Michelle Robinson, og sammen har de to døtre, Malia Ann Obama (født 4. juli 1998) og Natasha ("Sasha") Obama (født 10. juni 2001).
I 1996 blev Obama valgt til Illinois' senat fra de samme områder i Chicago, hvor han tidligere arbejdede for at forbedre forholdene. han fik tværpolitisk støtte for lovgivningen, der på daværende tidspunkt reformerede etik og forhold for sundhedspersonalet. Han støttede endvidere et lovforslag om øget skattefradrag for lavtlønnede lønmodtagere og øget tilskud til børnepasning.
Han genvalgtes efterfølgende til Illinois' delstatssenat i 1998 og 2002. Han blev kendt i en bredere offentlighed, da han ved det demokratiske partikonvent i 2004 holdt hovedtalen, der motiverede John Kerrys nominering som partiets præsidentkandidat. Samme år ved valget til det føderale senat i november 2004 i Illinois, vandt Obama en jordskredssejr over sin republikanske modstander Alan Keyes. Obama var herefter i en årrække USA's eneste siddende afroamerikanske senator – og kun den femte i historien.
Den 10. februar 2007 i Springfield i Illinois meddelte Obama, at han stillede op som demokraternes kandidat til det præsidentvalget i 2008. Efter et tæt løb og et primærvalg i 2008 mod Hillary Clinton, vandt Obama partiets nominering. Han vandt efterfølgende præsidentvalget ved at besejre den republikanske kandidat John McCain, og Obama indsattes som præsident den 20. januar 2009. Ni måneder senere modtag han Nobels fredspris. I april 2011 meddelte Obama, at han genopstillede til det præsidentvalget i 2012, og den 6. november 2012 vandt han over den republikanske kandidat Mitt Romney.
Som præsident har Obama underskrevet den økonomiske stimulus' lovgivning i form af den amerikanske "American Recovery and Reinvestment Act of 2009" (nyttiggørelse og geninvestering) og "Tax Relief, Unemployment Insurance Reauthorization, and Job Creation Act of 2010" (skattelettelser, arbejdsløshedsforsikring og jobskabelse) som reaktion på den finansielle- og økonomisk krise. Andre store indenrigspolitiske initiativer omfatter blandt andet indførelsen af sundhedsreformen i USA. I udenrigspolitikken sluttede Obama den amerikanske militære indblanding i Irakkrigen, øgede de militære styrker i Afghanistan, underskrev sammen med Rusland "START"-traktaten om våbenkontrol, beordrede amerikansk militær indblanding i Libyen og beordrede den militære operation i Pakistan, som resulterede i Osama bin Ladens død. I maj 2012 blev Obama den første amerikanske præsident, der offentligt meldte ud, at han støtter homoseksuelle vielser.

## Baggrund og opvækst
Obamas far, Barack Hussein Obama, Sr., var kenyaner fra Luo-stammen. Faren havde to børn med sin kone Kezia før han tog til USA i 1959 under et amerikansk assistanceprogram for at bringe lovende studenter fra Kenya til USA. Dette program modtog også finansiel støtte fra daværende senator John F. Kennedy, men først fra året efter.
Obamas mor Ann Dunham var fra Kansas. De mødtes ved University of Hawaii hvor Obama Sr. havde fået et uddannelsesstipendiat og Ann Dunham studerede antropologi. De blev gift i 1960 og Obama blev født 4. august året efter, Ann var da 18 år. Faren havde fået opdragelse som muslim, men var blevet ateist før han mødte Ann Dunham. 
Da sønnen var to år, forlod faren familien og deltog nogle semestre i et doktorgradsprogram på Harvard før han flyttede tilbage til Kenya.
Da Barack var seks år giftede moderen sig med en indonesisk mand, Lolo Soetolo, som arbejdede i olieindustrien, og familien flyttede til Jakarta i Indonesien. Obama fulgte undervisningen i to år på den katolske skole Strada Asisia, og derefter to år på en offentlig skole åben for alle trosretninger. Påstande fra januar 2007 om, at Obama havde gået på en islamisk madrassa i barndommen er ikke korrekte, men eftersom Indonesien er overvejende muslimsk var der for det meste muslimske elever på de fleste af andre skoler.
Efter fire år gik morens andet ægteskab i opløsning, og Obama blev sendt til bedsteforældrene på Hawaii mens moren fortsatte studierne i Indonesien. Bedstefaren levede af at sælge forsikringer, men Obama var dygtig i skolen og fik stipendium på en dyr high school i Waikiki. I sin selvbiografi fortæller han at der var en periode med mange fester, hvor han også prøvede marijuana og kokain.
Hans far døde i en trafikulykke i Kenya da Obama var 21 år, og moren døde af kræft i 1995, få måneder efter at han udgav sin selvbiografi – Dreams from My Father. I bogen beskriver han sine erfaringer med at vokse op i morens amerikanske middelklasseomgivelser. Kendskabet til sin afrikanske far, som han kun mødte igen én gang, da han var i Staterne på kort besøg i 1971, havde han for det meste fra familiefortællinger og fotografier. I bogen beskriver han, at faren ikke lignede nogen af de øvrige mennesker i familien – "han var helt sort, og min mor var hvid som mælk" – var noget han knapt registrerede eller reflekterede over i tidlig barndom.

## Uddannelse
Efter high school fik Obama et stipendium og begyndte studierne ved Occidental College, som er et privat college i Los Angeles. Efter to år overførtes han til Columbia, hvor han fuldførte laveregradsstudierne med fordybning i statskundskab. Efter at han dimitterede i 1983, arbejdede han et år i New York, før han flyttede til Chicago.
Her arbejdede han tre år hos en kirkelig hjælpeorganisation, som hjalp arbejdsløse i fattige kvarterer. I 1988 forlod han byen for at studere jura på Harvard. Her blev han den første afroamerikanske formand for Harvard Law Review og modtog en magistergrad i 1991 med topkarakterer.
Tilbage i Chicago deltog Obama i arbejdet med at få vælgere til at registrere sig, før han blev ansat i et advokatfirma, som arbejder med borgerrettigheder. Desuden underviste han i jura på University of Chicago.

## Præsidentvalget 2008

### Opstilling
Den 10. februar 2007 meddelte Obama, at han stillede op som kandidat til præsidentvalget i 2008. Det skete i en tale, som Obama holdt foran den gamle regeringsbygning i Springfield, Illinois; den historiske kulisse gav han en særlig plads i talen, idet han citerede Abraham Lincoln, som i samme hus havde talt om at "samle et splittet hus".

### Primærvalg
3. januar 2008 holdt Iowa caucuses, som gav Obama en overraskende klar sejr (37,6 %) i en stat med overvejende hvide vælgere. John Edwards fik 29,7 % og Hillary Clinton 29,5 %. Ugen efter vandt Clinton New Hampshire, hvorefter Obama tog sejren i South Carolina og Nevada. Exit poll-undersøgelser tydede på, at Obama havde et forspring blandt unge såvel som højtuddannede og vælgere, der ikke var registrerede som demokrater, mens Clinton stod stærkt blandt ældre og blandt demokratiske kernevælgere, ikke mindst arbejdere. South Carolinas sorte stemte for ham i uventet stort tal, en tendens som fortsatte og var medvirkende til at Obamas race uundgåeligt blev et tema for Clinton-lejren. 5. februar stemte vælgerne i hele 24 stater, hvoraf Clinton vandt de største, men Obama de fleste, hvorefter han foreløbigt havde et samlet forspring af delegerede til konventet. Dette udbyggede han ved 12 sejre i træk i løbet af februar måned.
Spørgsmålet om Obamas racetilhørsforhold fik fornyet liv, da de store tv-stationer udsendte kontroversielle dele af Jeremiah Wrights prædikener. Wright havde været Obama og hans families lokale præst og ven i 20 år, og lagde i sine taler ikke skjul på de historiske modsætninger mellem sorte og hvide. I en 30 minutter lang tale i Philadelphia 18. marts gav Obama under overskriften A More Perfect Union sin opfattelse af baggrunden for de racemodsætninger, der stadig eksisterer. Talen blev af kommentatorer betegnet som "stor", "skelsættende". Jon Stewart sagde således i The Daily Show, at "Obama talte om race til amerikanerne, som om de var voksne mennesker".
21. marts fik Obama officielt støtte fra New Mexico-guvernører Bill Richardson, som har siddet i Bill Clintons regering, og hvis støtte kan betyde større opbakning til Obama fra den store gruppe af latinamerikanske (hispanic) vælgere i især sydvestlige stater.
Efter de sidste primærvalg 3. juni 2008 havde Obama samlet det nødvendige flertal af delegerede til at kunne erklære sig som sit partis præsidentkandidat, 2154 mod Hillary Clintons 1919.

### Præsidentvalgkampen
Efter at Obama vandt nomineringen som demokraternes præsidentkandidat begyndte (for alvor) valgkampen mellem Obama og John McCain.
I de fleste meningsmålinger i sommeren 2008 havde Obama en mindre føring over McCain, der dog forblev relativt tæt på Obama, og kandidaterne kæmpede intenst i løbet af sommeren.
En af indsigelserne fra republikansk side mod Barack Obama var hans manglende erfaring, herunder især hans manglende udenrigspolitiske erfaring. Meget utraditionelt for en præsidentkandidat valgte Barack Obama i anden halvdel af juli at tage på en omfattende rejse til bl.a. Afghanistan og Irak, ligesom han turnerede Europa og besøgte Frankrig, Storbritannien og Tyskland. Turens klimaks blev Obamas tale for omkring 200.000 mennesker i Berlin den 24. juli 2008.
Den 23. august 2008 præsenterede Obama sin vicepræsidentkandidat Joe Biden, der havde fungeret som staten Delawares senator i over 30 år, og bragte dermed også i meget høj grad erfaring til den demokratiske del af stemmesedlen.
Ved det Demokratiske konvent blev Obama formelt valgt som Demokraternes præsidentkandidat den 28. august 2008. Meget utraditionelt afholdtes sidste dag af det fire dage lange konvent på et udendørs stadion (Mile High Stadium i Denver), hvor Obama således kunne holde tale til over 70.000 mennesker.
Under konventet steg Obamas føringer i meningsmålingerne, og i højere og højere grad var Obama alene i rampelyset, mens McCain havde svært ved at trænge igennem. Dagen efter talen i Denver offentliggjorde McCain, at Sarah Palin var hans vicepræsidentkandidat. Palin var et efter traditionelle standarder meget ubeskrevet blad, og der var stærke diskussioner om hvorvidt hun var fornødent kvalificeret eller ej. Overraskelserne, diskussionerne og det forhold at Palin kunne blive USA's første kvindelige vicepræsident, gjorde imidlertid, at McCain fik fokus tilbage til den republikanske side, og for en periode overtog McCain føringen i de fleste meningsmålinger.
Til trods for, at det nu var sikkert, at den kommende præsident og vicepræsident for første gang ikke ville være to hvide mænd, var det formentlig ikke historiens vingesus, der blev den største faktor i valgkampen. Under valgkampen tog den finansielle krise således til, og det generelle indtryk var, at Obama for det første håndterede balancegangen mellem krise og valgkamp bedst, og for det andet viste meningsmålinger, at den amerikanske befolkning havde stærkest tiltro til Obama i forhold til økonomi. McCains beslutning om på et tidspunkt, at suspendere sin valgkamp, viste sig efter de flestes opfattelse således at være en overreaktion og McCains kommentarer om den amerikanske økonomis fundamentale styrke fulgte ham valgkampen ud.
Som traditionen byder, mødtes Obama og McCain i tre tv-debatter under valgkampen. De fleste kommentatorer havde Obama som (beskeden) vinder af alle tre, men debatterne vurderedes ikke at have gjort de store udslag. Meget utraditionelt var det i øvrigt debatten mellem de to vicepræsidentkandidater, der trak flest seere, hvilket utvivlsomt skyldtes de mange diskussioner om og fokusering på Palins kvalifikationer.
Som traditionen byder, fulgte begge præsidentkandidater et ekstremt krævende og omfattende program under valgkampen, med særlig fokus på de såkaldte svingstater, og endnu større intensivering i de sidste uger op til valget den 4. november 2008. Blot lidt over en uge før valget, valgte Obama meget overraskende at tage en kort pause for at besøge sin mormor på Hawaii. Obamas stab oplyste, at mormoren var meget syg, og skæbnen ville da også, at hun døde dagen før valget.
Som altid var valget i princippet spændende til det sidste, men Obama førte i alle meningsmålinger op til valget, og havde gjort det i stort set alle meningsmålinger i en ganske lang periode op til valget. Det var almindelig anerkendt, at McCain skulle vinde mere eller mindre alle af de (tilbageværende) svingstater for at blive præsident, og under valgaftenen stod det relativt hurtigt klart, at Obama ville vinde flere af de afgørende svingstater.
Kl 23.00 amerikansk østkyst-tid lukkede valgstederne i blandt andet Californien, og på det tidspunkt offentliggjorde alle større tv-stationer, at Obama efter deres opfattelse var vinder af valget.
I sidste ende var Obamas sejr ganske overbevisende med 365 "electoral votes" mod McCains 173, og Obama kunne i Grant Park i Chicago lade sig hylde som værende valgt som USA's 44. præsident.

### Finansiering
I første halvdel af 2007 samlede Obamas kampagne 58 mio. USD, hvilket var mere end hans konkurrenter og mere, end nogen tidligere har gjort. 16 mio. USD kom fra små (mindre end 200 USD) bidragydere.
I de første tre måneder af 2008 gav donorer 134 mio. USD til valgkampagnen, et beløb der ikke mindst kom ind via web-indbetalinger. Alene i marts måned benyttede 442.000 bidragydere sig af internettet.
19. juni 2008 meddelte Obamas valgkampagne, at den fraskrev sig retten til at modtage statslig finansiering af den egentlige valgkamp. Det var første gang siden statsstøtten blev indført (efter Watergate), at en af de store partiers kandidater sagde nej til dette bidrag, som i 2008 ville udgøre 85 mio. USD til hver kandidat. På dette tidspunkt vurderedes det, at private bidrag til Obama ville nå op på 265 mio. USD inden valget mod John McCains 113 mio. USD.
Hermed fraveg Obama et tidligere løfte om det modsatte, nemlig kun at ville føre valgkamp for offentlige midler; hans nye argument var, at de mange små bidrag, han havde modtaget, i sig selv var et tegn på en hidtil uset bred politisk interesse hos den amerikanske befolkning.

## Præsidentperioden

### Indsættelsen og ministerudnævnelser
Indsættelsen af Obama som præsident fandt sted den 20. januar 2009 efter bestemmelserne i forfatningen. Den traditionelle indsættelsesceremoni markerede begyndelsen på hans første periode som præsident, samt Joe Bidens første periode som vicepræsident. Temaet for indsættelsen var "En frihedens genfødsel", som også markerede at det var 200 år siden Abraham Lincoln blev født.
Obama underskrev formelt papirerne for sine regeringsnominationer en time efter indsættelsen, og Senatet godkendte seks af ministerudnævnelserne senere på indsættelsesdagen. han underskrev også kort efter en bestemmelse om, at Guantanamo-lejren skulle lukkes inden et år, hvilket var i overensstemmelse med hans valgløfter.

### Regering
Sammensætningen af Barack Obamas regering var klar i midten af december 2008. han varslede forud, at han ønskede sig en regering, som både repræsenterede politisk bredde og det etniske mangfoldighed i USA. Den inkluderer blandt andet udenrigsminister Hillary Clinton, justitsminister Eric Holder, finansminister Timothy Geithner, forsvarsminister Robert Gates, energiminister Steven Chu, FN-ambassadør Susan Rice og indenrigsminister Ken Salazar.
Flere kvindegrupper, som var blandt Obamas vigtigste støttespillere i valgkampen kritiserede, at der er for få kvinder blandt regeringsmedlemmerne.[kilde mangler] Meningsmålinger viste at 75 % af de adspurgte er tilfredse med Obamas regeringsmedlemmer.

### Nobels fredpris
Den 9. oktober 2009 offentliggjorte Den Norske Nobelkomites leder Thorbjørn Jagland at Barack Obama blev tildelt Nobels fredspris for 2009. Nobelkomiteen kom med følgende begrundelse: "Obama får fredsprisen for sin ekstraordinære indsats for at styrke demokrati og mellemnationalt samarbejde. Han har som præsident skabt et nyt klima i internationalt diplomati hvor dialog og forhandlinger foretrækkes som virkemidler."

## Familie og privatliv
Obama mødte sin kone Michelle i juni 1989, da de begge havde et sommerjob ved advokatfirmaet Sidley Austin i Chicago. Michelle arbejdede i tre måneder som Obamas rådgiver i firmaet. Hun afviste hans første forsøg på at arrangere en date. De begyndte dog på en date senere denne sommer, hvilket endte med, at de blev forlovet i 1991 og gift den 3. oktober 1992. Parrets første datter, Malia Ann, blev født i 1998 efterfulgt af en anden datter, Natasha ("Sasha"), i 2001.
I april 2009 fik familien hunden Bo, efter at Barack havde lovet døtrene det under valgkampen året før. Bo fik i august 2013 selskab af tæven Sunny.

## Bøger af Obama
I 1995 udgav Obama selvbiografien Dreams from My Father: A Story of Race and Inheritance, hvori han indrømmer at have prøvet marijuana og kokain.
Oktober 2006 udgav Obama sin anden bog The audacity of hope. Begge bøger blev bestsellere, og den seneste er oversat til flere europæiske sprog. De er med Obamas egen indtaling udgivet som lydbøger og har begge vundet en Grammy for Best Spoken Word Album.

### Bøger af Obama oversat til dansk
- Arven fra min far (Dreams from my father) (2008) (ISBN 978-87-11-31889-8)
- Mod til at håbe. (The audacity of hope). Tanker om generobringen af den amerikanske drøm (2008) (ISBN 978-87-7514-195-1)

### Bøger om Obama oversat til dansk
- Obama – Et løfte om forandring af David Mendell, People's Press, 2008
- Kometen – Barack Obamas vej mod Det Hvide Hus af Martin Burcharth, Informations Forlag, 2008